# Courant de déplacement
 (septembre 2012).
Si vous disposez d'ouvrages ou d'articles de référence ou si vous connaissez des sites web de qualité traitant du thème abordé ici, merci de compléter l'article en donnant les références utiles à sa vérifiabilité et en les liant à la section « Notes et références ».

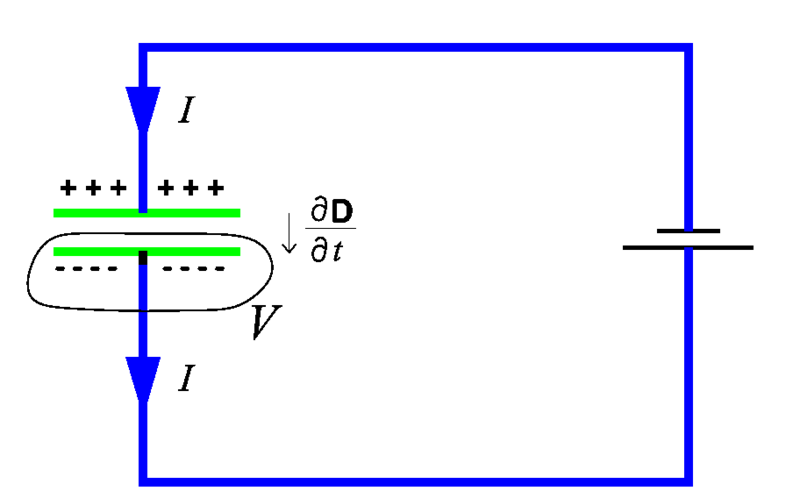

En électromagnétisme, le courant de déplacement est un terme introduit par Maxwell pour étendre aux régimes variables dans le temps le théorème d'Ampère valide en magnétostatique.
Vers 1865, Maxwell a réalisé une synthèse harmonieuse des diverses lois expérimentales découvertes par ses prédécesseurs (lois de l'électrostatique, du magnétisme, de l'induction…). Mais cette synthèse n'a été possible que parce que Maxwell a su dépasser les travaux de ses devanciers, en introduisant dans une équation un « chaînon manquant », appelé le courant de déplacement, dont la présence assure la cohérence de l'édifice unifié.

## Formulation
En magnétostatique, le théorème d'Ampère lie la circulation du champ magnétique sur un contour {\displaystyle C} fermé, et le courant {\displaystyle I_{int}} qui traverse toute surface s'appuyant sur ce contour :
| {\displaystyle \oint _{C}{\vec {B}}\cdot \mathrm {d} {\vec {l}}\ =\ \mu _{0}\ I_{int}} |

Sous forme locale, il s'écrit en termes du vecteur densité de courant {\displaystyle {\vec {J}}} :
| {\displaystyle {\vec {\nabla }}\times {\vec {B}}\ =\ \mu _{0}{\vec {J}}} |

Maxwell a complété l'équation locale précédente de la façon suivante :
On introduit le courant de déplacement de Maxwell :
| {\displaystyle {\vec {J}}_{D}\ =\ \varepsilon _{0}\ {\frac {\partial {\vec {E}}}{\partial t}}} |

On a alors :
| {\displaystyle {\vec {\nabla }}\times {\vec {B}}\ =\ \mu _{0}\ \left(\,{\vec {J}}\,+\,{\vec {J}}_{D}\,\right)} |

On obtient finalement l'équation
| {\displaystyle {\vec {\nabla }}\times {\vec {B}}\ =\ \mu _{0}{\vec {J}}\ +\ \varepsilon _{0}\,\mu _{0}\ {\frac {\partial {\vec {E}}}{\partial t}}} |

La forme intégrale devient :
| {\displaystyle \oint _{C}{\vec {B}}\cdot \mathrm {d} {\vec {l}}\ =\ \mu _{0}\ \int _{S}\left({\vec {J}}\cdot {\hat {n}}\right)\mathrm {d} S\ +\ \varepsilon _{0}\,\mu _{0}\ {\frac {\partial ~~}{\partial t}}\ \int _{S}\left({\vec {E}}\cdot {\hat {n}}\right)\mathrm {d} S} |

## Intérêt
Le premier intérêt de cette équation est que les équations de Maxwell deviennent compatibles avec l'équation de conservation de la charge. Par la suite, ce terme apporte une certaine symétrie dans les équations qui permettra d'établir une équation de d'Alembert, montrant que les champs électrique et magnétique propagent ainsi ce qu'on appellera onde électromagnétique.